# Хтей, Тарас Юрьевич
Тарас Юрьевич Хтей (22 мая 1982, Забужье, Львовская область) — российский волейболист, волейбольный функционер и государственный деятель. Чемпион летних Олимпийских игр 2012 года, заслуженный мастер спорта России. Сенатор Российской Федерации от законодательной власти Белгородской области с 27 июня 2024 года. Член Комитета Совета Федерации по науке, образованию и культуре.

## Биография

### Спортивная карьера
Родился во Львовской области, в юности пробовал себя в плавании, борьбе, боксе и шахматах, но в итоге последовал примеру своего отца — мастера спорта по волейболу. Тренироваться начинал в одной из спортивных школ Запорожья. В 14-летнем возрасте, впервые оказавшись в Москве на детско-юношеском турнире, познакомился с тренером Ольгой Григорьевной Вербовой. Она предложила Тарасу переехать в Россию, и вскоре игрок продолжил совершенствовать своё мастерство в московской СДЮСШОР № 73. Как впоследствии отмечал сам спортсмен, Ольга Вербова заложила базу и технические навыки, которые помогли ему добиться серьёзных высот.
Для того, чтобы Хтей получил российское гражданство, Вербова была согласна даже усыновить юного волейболиста, но против оказалась его мама. В итоге для принятия гражданства Хтею пришлось жениться на студентке из МГУ, которую он «видел всего два раза: когда расписывались и когда разводились».
В 1998 году Ольга Вербова привела Тараса Хтея на тренировку к Юрию Нечушкину, который в то время как раз собирал молодую команду для участия в соревнованиях. Так он оказался в клубе МГТУ, и в 2001 году, когда команда Юрия Нечушкина выиграла чемпионат России, 19-летний Хтей уже являлся игроком основного состава.
В период с 1999 по 2001 год он также успешно выступал на международных соревнованиях за сборные резерва под руководством Сергея Шляпникова и Юрия Нечушкина, став чемпионом Европы и мира среди юношей, чемпионом Европы и серебряным призёром мирового первенства среди молодёжи, а также обладателем бронзовой медали Универсиады в Пекине.
29 июня 2002 года в Санкт-Петербурге впервые вышел на площадку в матче национальной сборной России — против команды Кубы в рамках турнира Мировой лиги. В дебютном сезоне за сборную стал победителем Мировой лиги и серебряным призёром чемпионата мира в Аргентине.
Чемпионат России 2002/03 годов Тарас Хтей намеревался провести в московском «Динамо», но решением Исполкома Всероссийской федерации волейбола его контракт с «Динамо» был признан недействительным и игрок вернулся в МГТУ-«Лужники». Параллельно с выступлениями за команду Юрия Нечушкина проходил срочную службу в одной из воинских частей в подмосковной Балашихе. Но если во время чемпионата России Тарас появлялся в части лишь эпизодически, то сразу по его завершении в мае 2003 года задержался в казарме почти на месяц. В итоге была сорвана подготовка к новому международному сезону, стоившая спортсмену места в заявке сборной России на финальный этап Мировой лиги и чемпионат Европы в Германии.
Осенью 2003 года Тарас Хтей всё же дебютировал в столичном «Динамо», в январе 2004 года блестяще сыграл за сборную на олимпийском отборочном турнире в Лейпциге, фактически гарантировав себе участие на Олимпиаде в Афинах. В составе команды Геннадия Шипулина стал бронзовым призёром Олимпийских игр.
В 2005 году Тарас Хтей в сборной России, руководимой сербом Зораном Гаичем, выиграл золотую медаль Евролиги и стал серебряным призёром чемпионата Европы. В сезоне 2005/06 годов выступал за уфимский «Нефтяник Башкортостана», затем перешёл в одинцовскую «Искру». В июле 2006 года провёл за сборную только один матч Мировой лиги, после чего на четыре года выпал из обоймы главной команды страны. Не слишком плодотворным оказался для Хтея сезон-2007/08 в «Искре» при том же Гаиче — следствием стала очередная смена клуба.
В итоге Тарас Хтей подписал контракт с «Локомотивом-Белогорье». Здесь он смог получить необходимую игровую практику, причём во многих матчах сезона-2008/09 выходил на непривычной для себя позиции диагонального. Весной 2009 года в составе белгородской команды выиграл Кубок Европейской конфедерации волейбола.
В сезоне-2009/10 после отъезда из Белгорода Сергея Тетюхина Тарас Хтей стал капитаном «львов». Он великолепно справился с лидерскими функциями и вышел на тот уровень игры, который позволил ему вернуться в сборную России. Впервые в карьере Тарас Хтей стал обладателем Приза Андрея Кузнецова, вручаемого ежегодно лучшему игроку чемпионата России.
В 2011—2012 годах также выполнял капитанские функции в сборной России, возглавляемой Владимиром Алекно. В её составе стал победителем Мировой лиги, занял 4-е место среди самых результативных игроков «Финала восьми» в Гданьске и 2-е по результативности в сборной России после Максима Михайлова. В ноябре 2011 года отправился на Кубок мира в Японию с травмой бедра и не смог принять участие в двух первых матчах сборной России, но в дальнейшем, играя на обезболивающих уколах, вёл её к победе на турнире. Капитан команды-триумфатора был признан лучшим спортсменом декабря в России по версии зрителей телеканала «Россия-2» и читателей газеты «Советский спорт» и участвовал в финале конкурса «Золотой пьедестал» за звание лучшего спортсмена страны в 2011 году.
После Кубка мира Тарас Хтей проходил лечение в Италии, в феврале 2012 года вернулся в состав «Белогорья», сыграв только в пяти матчах чемпионата России, а в марте перенёс операцию на тазобедренном суставе в Германии. К национальной сборной он присоединился на заключительном туре интерконтинентального раунда Мировой лиги и, несмотря на отсутствие полноценной игровой практики в предолимпийском сезоне, заслужил место в заявке на главном старте четырёхлетия и выходил в стартовом составе во всех матчах сборной России на олимпийском турнире в Лондоне, который завершился победой российской команды. «Это была удивительная команда, состоящая из сплошных травмированных игроков. Но мы не мыслили, что можем вернуться домой без заветного золота. И вот такое единение и сплочённость останутся со мной навсегда», — говорил капитан олимпийских чемпионов.
В сезоне-2012/13 в составе «Белогорья» Тарас Хтей выиграл второй в своей карьере титул чемпиона России. В июне 2013 года и октябре 2015 года вновь был прооперирован на тазобедренном суставе. В сборную России возвращался в розыгрыше Мировой лиги-2014 и перед Олимпийскими играми в Рио-де-Жанейро, когда получил вызов на сборы национальной команды, но повреждение плеча не позволило ему претендовать на включение в олимпийскую заявку. В мае 2017 года завершил игровую карьеру.

### Общественная и политическая деятельность
17 января 2014 года в Белгороде Тарас Хтей участвовал в эстафете олимпийского огня XXII зимних Олимпийских игр. Около дворца спорта «Космос» на фоне скульптуры «Волейболисты» он передал олимпийский факел Геннадию Шипулину.
В 2017—2021 годах работал в должности спортивного директора «Белогорья». 30 августа 2017 года был избран президентом областной федерации волейбола — общественной организации «Федерация волейбола „Белогорье“». В 2024 году стал вице-президентом волейбольного клуба МГТУ.
8 сентября 2013 года избран в состав Совета депутатов города Белгорода от партии «Единая Россия». 1 июня 2020 года решением двадцать третьей сессии VI созыва Белгородского городского Совета полномочия Хтея как депутата по единому избирательному округу были досрочно прекращены.
13 сентября 2020 года избран в Белгородскую областную думу VII созыва по Белгородскому городскому одномандатному избирательному округу № 2, входил в комитет по молодёжной политике, спорту и развитию гражданского общества.
27 июня 2024 года на заседании Белгородской областной Думы VII созыва был наделён полномочиями сенатора Российской Федерации.

### Личная жизнь
В 2004 году окончил Московский городской университет управления по специальности «Юриспруденция».
Женат на дочери Геннадия Шипулина Яне, воспитывает четырёх дочерей — Аделину, Арину, Алису и Агнию.

## Спортивные достижения

### Со сборной России
- Чемпион XXX Олимпийских игр в Лондоне (2012).
- Бронзовый призёр XXVIII Олимпийских игр в Афинах (2004).
- Серебряный призёр чемпионата мира (2002).
- Серебряный призёр чемпионата Европы (2005).
- Двукратный победитель Мировой лиги (2002, 2011), серебряный призёр Мировой лиги (2010).
- Победитель Евролиги (2005), серебряный призёр Евролиги (2004).
- Обладатель Кубка мира (2011).

### Со сборными резерва
- Победитель юниорского чемпионата мира (1999).
- Победитель юниорского чемпионата Европы (1999).
- Победитель молодёжного чемпионата Европы (2000).
- Серебряный призёр молодёжного чемпионата мира (2001).
- Бронзовый призёр Всемирной Универсиады (2001).

### С клубами
- Двукратный чемпион России (2000/01, 2012/13), серебряный (2001/02, 2003/04, 2004/05, 2007/08, 2009/10, 2014/15) и бронзовый (2006/07, 2010/11, 2013/14, 2015/16) призёр чемпионатов России.
- Обладатель Кубка России (2012), финалист (2003, 2004, 2015) и бронзовый призёр (2006, 2007, 2014, 2016) Кубка России.
- Обладатель Суперкубка России (2014).
- Победитель Лиги чемпионов (2013/14).
- Обладатель Кубка Европейской конфедерации волейбола (2008/09).
- Победитель клубного чемпионата мира (2014).

### Индивидуальные
- Лучший подающий «Финала четырёх» Евролиги (2005).
- Участник Матчей звёзд России (2005, 2010, 2011, 2012, 2013, февраль 2014, декабрь 2014).
- Обладатель Приза Андрея Кузнецова (2010).

## Награды
- Орден Дружбы (13 августа 2012 года) — за большой вклад в развитие физической культуры и спорта, высокие спортивные достижения на Играх XXX Олимпиады 2012 года в городе Лондоне (Великобритания)[26].
- Медаль ордена «За заслуги перед Отечеством» II степени (16 марта 2007 года) — за заслуги в развитии физической культуры и спорта и многолетнюю добросовестную работу[27].
- Заслуженный мастер спорта России (2004 год).